# The Ghost Road
The Ghost Road è un romanzo di guerra di Pat Barker del 1995, vincitore del Booker Prize. È la terza parte di una trilogia - preceduta da Rigenerazione del 1991 e L'occhio nella porta del 1993 - che ruota attorno alle vite di alcuni ufficiali traumatizzati dell'esercito britannico verso la fine della prima guerra mondiale. 
Il poeta soldato Siegfried Sassoon, che appare come uno dei personaggi principali nel primo libro, Regeneration, è relegato qui ad un ruolo secondario, in cui i ruoli principali sono attribuiti all'immaginario ufficiale Billy Prior, e allo psicoanalista William Rivers, un medico realmente esistito. L'autrice esplora le relazioni tra persone reali e personaggi finzionali.

## Trama
Billy Prior, nonostante la sua ritrovata serenità e il fidanzamento con l'addetta alle munizioni Sarah, è traumatizzato dalla guerra e quindi non si preoccupa più per la sua sicurezza. A causa del trauma, Prior si appresta a tornare in Francia, dove ha una serie di incontri sessuali rischiosi: la sua unica regola è che non pagare mai per il sesso, una regola a cui alla fine contravviene.
Rivers, preoccupato per la sicurezza di Prior, riconosce che il suo rapporto con Prior e gli altri pazienti simili a lui, è profondamente paterno. A differenza di ufficiali di provenienza più alta come Sassoon, con il quale Rivers è stato in grado di formare amicizie, ha sempre considerato Prior come una spina nel fianco. Con il ritorno di Prior al fronte, Rivers continua a prendersi cura dei suoi pazienti e della sorella invalida, e ripensa alla sua infanzia e alla sua esperienza in una spedizione antropologica in Melanesia di dieci anni prima. Lì fece amicizia Nijiru, il sacerdote-guaritore locale che portò Rivers nel suo giro per vedere abitanti malati ed anche al luogo sacro dell'isola.

## Riconoscimenti
Il romanzo vinse il Booker Prize nel 1995, e venne anche selezionato per il "Best of the Booker" nel 1998.

## Edizione italiana
- Rigenerazione, traduzione di Norman Gobetti, Collana Stile Libero Big, Torino, Einaudi, 2023, ISBN 978-88-062-5626-5. [contiene i 3 romanzi della trilogia]